# George Thomson
George Morgan Thomson, Barone Thomson di Monifieth (Stirling, 16 gennaio 1921 – Londra, 3 ottobre 2008) è stato un giornalista e politico britannico.
È stato membro del governo e commissario europeo.

## Infanzia e formazione
Quando Thomson aveva due anni la sua famiglia si trasferì a Monifieth, un sobborgo di Dundee. Thomson studiò presso la "Grove Academy" di Dundee.

## Carriera giornalistica
Thomson intraprese la carriera giornalistica presso il gruppo editoriale "DC Thomson Group" di Dundee, dirigendo i fumetti "Rover" e "Dandy" e scrivendo per quotidiani del gruppo.
Nella seconda guerra mondiale servì come pilota nella Royal Air Force.
Lavorò presso la rivista socialista "Forward", nella sede di Glasgow dal 1946 al 1948 e come direttore nella sede di Londra fino al 1952.

## Carriera politica

### Camera dei Comuni
Alle elezioni generali del 1950 Thomson si candidò per conto del partito laburista nel seggio tradizionalmente conservatore di Glasgow Hillhead, senza successo. Alle elezioni del giugno 1952 venne eletto membro del parlamento britannico in rappresentanza del collegio di Dundee Est. Fece parte della Camera dei Comuni ininterrottamente fino al gennaio 1973.
Alla Camera dei Comuni Thomson si specializzò sulle questioni dell'impero britannico. Fu portavoce per gli affari coloniali del leader laburista Hugh Gaitskell. Criticò duramente la scelta del governo conservatore di istituire la Federazione del Rhodesia e del Nyasaland. Nel 1963 Thomson si candidò come membro del governo ombra, ma senza successo.

### Governo
Nel giugno 1964 Thomson venne nominato segretario di stato per gli affari esteri nell'ambito del primo governo guidato da Harold Wilson. Si trovò a gestire la rivolta in Rhodesia guidata da Ian Douglas Smith. Svolse l'incarico fino al 6 aprile 1966, quando venne nominato Cancelliere del Ducato di Lancaster all'interno dello stesso governo e gli venne assegnata la delega per le Comunità europee. Il 7 gennaio 1967 tornò a servire come segretario di stato per gli affari esteri. Gestì la crisi di Aden e decise il ritiro delle truppe britanniche.
Il 29 agosto 1967 Thomson venne nominato ministro per il Commonwealth. Dovette gestire la guerra civile in Nigeria e la crisi del Rhodesia, per cui invocò sanzioni, e promosse la riduzione del presenza britannica in Asia. Dal 17 ottobre 1968 al 6 ottobre 1969 fu ministro senza portafoglio nell'ambito del governo Wilson, e successivamente ricoprì di nuovo la carica di Cancelliere del Ducato di Lancaster con la delega per i rapporti con le Comunità europee.
Dopo la sconfitta elettorale dei laburisti nel 1970 Thomson fu ministro ombra della difesa fino all'aprile 1972. Si dimise dall'incarico in polemica con l'atteggiamento euroscettico della maggioranza del suo partito.

### Commissario europeo
Thomson apparteneva all'ala europeista del partito laburista e all'ingresso del Regno Unito nelle Comunità europee nel 1973 venne nominato commissario europeo. Assieme a Christopher Soames fu il primo commissario europeo del Regno Unito. Nell'ambito della Commissione Ortoli fu commissario per le politiche regionali.
Promosse la creazione del Fondo europeo per lo sviluppo regionale. Nel 1974 si oppose ai tentativi del governo laburista britannico di rinegoziare la presenza del Regno Unito nelle Comunità europee.
Thomson era uno dei possibili candidati per la presidenza della successiva commissione delle Comunità europee, ma gli venne preferito Roy Jenkins.

### Camera dei Lords
Nel 1977 Thomson entrò a far parte della Camera dei Lords.
Nel 1981 lasciò il partito laburista e fu tra i fondatori del partito social democratico.
Dal 1981 al 1988 Thomson presiedette l'Autorità indipendente per le telecomunicazioni. Durante il suo mandato cominciarono le trasmissioni di Channel 4 e TV-am e vennero poste le basi per la televisione satellitare. Nel 1988 si scontrò duramente con il governo di Margaret Thatcher sulla trasmissione di un documentario su un'azione dell'esercito britannico contro attivisti dell'IRA.
Nel 1988 il partito social democratico confluì nei liberal democratici. Nel settembre 1989 Thomson divenne membro del partito e ne fu portavoce per gli affari esteri e le telecomunicazioni all'interno della Camera dei Lords. Criticò il crescente potere del gruppo Murdoch.

## Altre attività
Thomson presiedette la "Advertising Standards Authority" dal 1977 al 1980. Fu nominato presidente della Crown Estate e cancelliere dell'università Heriot-Watt. Entrò nel consiglio della Royal Bank of Scotland. Presiedette il Movimento europeo.
Thomson fu tra i sostenitori dell'associazione "Sustrans" per la mobilità sostenibile.

## Onorificenze
Nel 1977 Thomson venne nominato barone di Monifieth.
Nel 1981 venne nominato cavaliere dell'Ordine del Cardo.

## Vita personale
Thomson era sposato ed aveva due figlie. La figlia maggiore è sposata con Lord Dick Newby, già tesoriere dei liberal democratici, e la figlia minore con Roger Liddle, esponente del partito social democratico e poi consigliere di Tony Blair.